# الحيدات (العثامنة)
الحيدات هو دُوَّار يقع بجماعة سانية بركيك، إقليم سيدي بنور، جهة الدار البيضاء سطات في المملكة المغربية. ينتمي الدوّار لمشيخة العثامنة التي تضم 12 دوار. يقدر عدد سكانه بـ 551 نسمة حسب الإحصاء الرسمي للسكان والسكنى لسنة 2004.

## روابط خارجية
- البوابة الوطنية للجماعات الترابية
- المندوبية السامية للتخطيط